# Queen of Sweden
'Queen of Sweden' (ce qui signifie « reine de Suède ») est un cultivar de rosier obtenu au Royaume-Uni en 2004 par le rosiériste britannique David Austin,. Il a été baptisé pour commémorer le traité d’amitié et de commerce anglo-suédois, trois cent cinquante ans auparavant.

## Description
'Queen of Sweden' est une rose moderne du groupe « English Rose Collection » issue d'un semis non nommé × 'Charlotte' (Austin, 1994). 
Il s'agit d'un arbuste vigoureux un port érigé de plus de 100 cm de hauteur aux folioles de couleur vert foncé mat. Ses fleurs grandes (près de 7 cm de diamètre) et délicates sont de couleur rose pâle, aux nuances abricot, possédant 41 pétales et très pleines. Elles fleurissent en petits bouquets de façon prolifique tout au long de la saison, entre juin et fin octobre.
Sa zone de rusticité est de 6b à 9b ; il résiste donc aux hivers rigoureux. Il est très résistant aux maladies.
Il est parfait au milieu de plates-bandes de vivaces, pour les massifs et les fleurs à couper,.

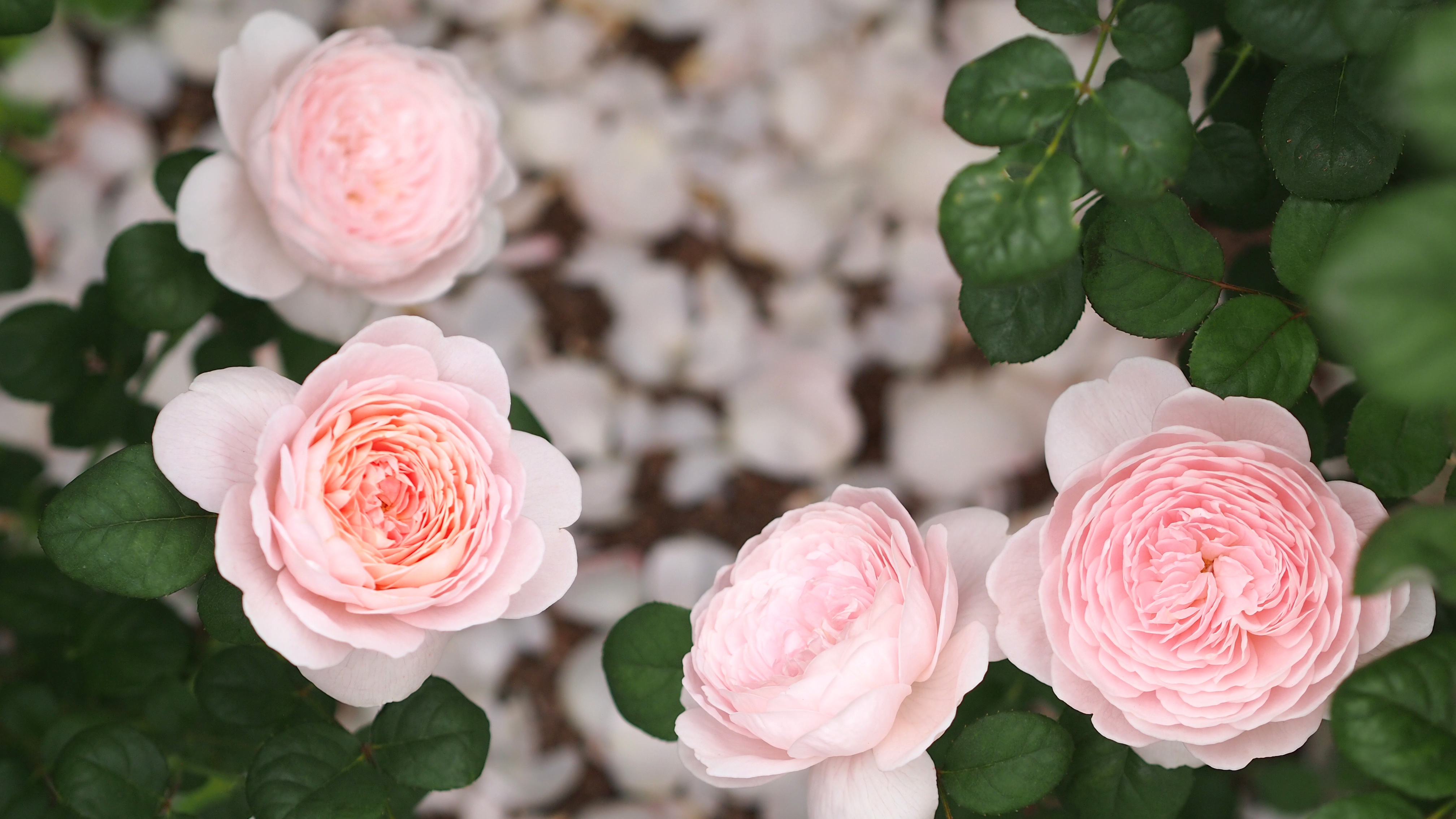
'Queen of Sweden' au Japon.
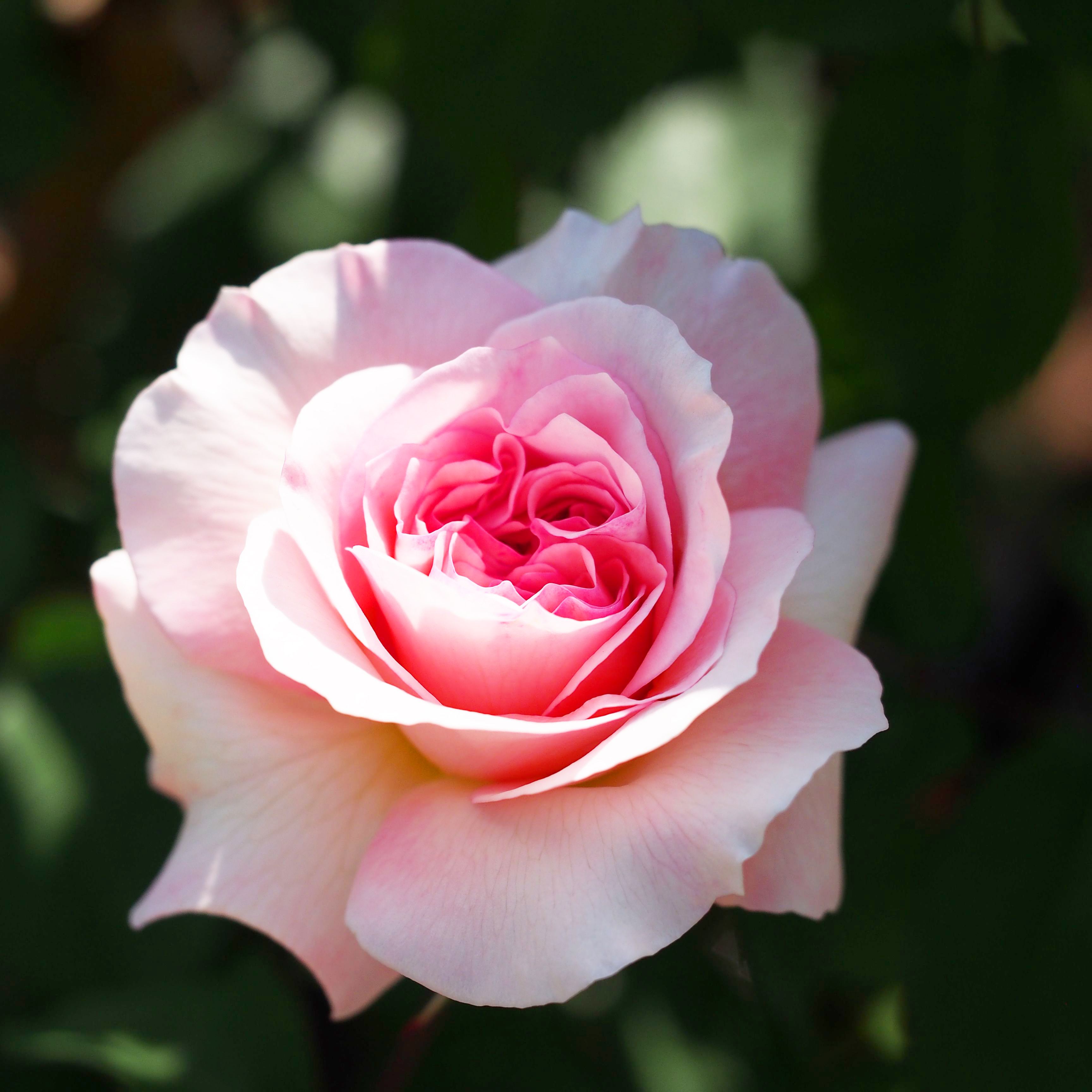
'Queen of Sweden' au Japon.